# Cwi Brandes
Cwi Brandes, również Zvi Brandes (ur. 1917 w Żarkach, zm. 3 sierpnia 1943 w Będzinie) – żydowski działacz ruchu oporu w czasie II wojny światowej, a także organizacji Ha-Szomer Ha-Cair.
Wraz z Józefem Kapłanem założył w Żarkach organizacyjną fermę rolniczą Ha-Szomer Ha-Cair. Był współorganizatorem ruchu oporu w Zagłębiu Dąbrowskim; od stycznia 1943 r. członkiem kierownictwa Żydowskiej Organizacji Bojowej (ŻOB) w getcie będzińskim. Wraz z Józefem, Bolesławem Kożuchami i Frumką Płotnicką był współorganizatorem oporu w getcie będzińsko-sosnowieckim, gdzie uczestniczył w obronie bunkrów. Poległ na początku sierpnia 1943 r.